# 740-talet f.Kr.

## Händelser
- 747 f.Kr.
  - 26 februari – Nabonassar blir kung av Assyrien.[1]
  - Meles av Lydien blir kung av Lydien.
- 745 f.Kr. – Assyriens krona erövras av Pul, som tar namnet Tiglath-Pileser III.
- 743 f.Kr. – Hertig Zhuang får makten i den kinesiska staten Zheng.
- 740 f.Kr.
  - Tiglath-Pileser III erövrar staden Arpad i Syrien efter två års belägring.
  - Ahaz' regering i kungariket Juda inleds.

## Avlidna
- 745 f.Kr. – Ashur-nirari V, kung av Assyrien.